# ワンド (地形)

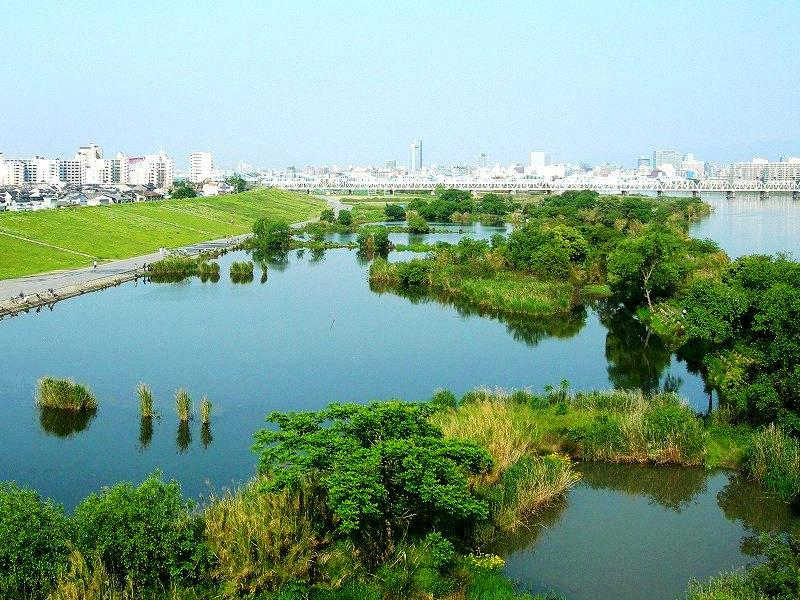
淀川の城北ワンド
（大阪府大阪市旭区）

ワンド（湾処、わんど）は、川の本流と繋がっているが、河川構造物などに囲まれて池のようになっている地形のことである。魚類などの水生生物に安定した棲み処を与えるとともに、様々な植生が繁殖する場ともなっている。近年では、河川にビオトープを形成する手段として、人工的に作られるケースが増えている。

## 概要
ワンドは、淀川の改修工事によって生まれたものであり、もともと局地的な用語であった。明治期に行われた淀川の改修工事では、蒸気船が遡行しやすいように、あえて水路を曲折させて流れを緩める工事が行なわれた。水路が曲がった部分は水圧の影響を受けやすいので、岸から川に向かって垂直に水制とよばれる河川構造物を設置した。やがてこの水制に囲まれたところに土砂がたまり、その上に水際を好む植生が繁茂し、現在のワンドの元の形が作られた。
ワンドは、水流が穏やかなので、淡水魚の生息に適しており、水生植物が繁茂するところは、魚の産卵や稚魚が暮らす絶好の場所となっている。水の流れや深さなどが微妙に異なるため、それぞれのワンドは独自の生態系を形成している。
淀川のワンドが天然記念物の稀少種イタセンパラの生息地として注目されるようになると、河川に生物多様性をもたらす要素のひとつとして、河川改修にあわせてワンドを整備するケースが増えている。
- 淀川城北地区の航空写真。
（1985年撮影）
国土交通省 国土地理院 地図・空中写真閲覧サービスの空中写真を基に作成。
- イタセンパラ
- 隅田川に設けられたワンド
（東京都荒川区）

## 語源
ワンドの語源は諸説あるが、日本の漢字では一般的に「湾処」が当てられている。
- 入り江や川の淀み、淵などを「わんど」と呼ぶ地方があり、アイヌ語起源の倭語であるとする説。アイヌ語解釈[1]では次のような意味になる。◆ワンド＝wa-un-to＝岸・にある・沼。
- 明治時代に全国各地で行われた大型治水工事には、オランダ人のヨハネス・デレーケが指導したものがあり、オランダ語の「ワンドラ」という言葉がなまってワンドとなった説[2]。同氏が計画書に VANG-DAMM（両腕（堤）を伸ばして水深を一定にし水を補足する）と書き、ワンダムと発音したのが語源という説[3]。
- 兵庫県の加古川には「わんど」と呼ばれる水位調整池が昭和30年代まで存在した。